# Syhłos Suchodolski
Syhłos Suchodolski (ukr. Сиглос Суходільський, Syhłos Suchodilśkyj) – szczyt w północnej części Gorganów, które są częścią Beskidów Wschodnich.
Szczyt ten stanowi kulminację jednego z najwyższych grzbietów gorgańskich położonych na północ od pasma Arszycy. Jego wysokość wynosi 1316 m n.p.m. przy wybitności 292 m. Najbliższy szczyt po stronie północno-zachodniej to niższy o ok. 80 m Syhłów.